# Alke Dietel
Alke Dietel (* 17. Februar 1975 in Halle (Saale)) ist eine ehemalige deutsche Basketballspielerin.

## Leben
Alke Dietel besuchte das Sportgymnasium Halle und erlangte dort 1993 ihren Schulabschluss. In der Saison 1993/94 trat die 1,94 Meter große Innenspielerin mit Wemex Berlin in der Damen-Basketball-Bundesliga an. Sie spielte anschließend wieder in Halle, während sie eine Lehre zur Raumausstatterin durchlief. 1997 wechselte Dietel an die Washington State University in die Vereinigten Staaten. Dort studierte sie und gehörte bis 2000 zur Basketballmannschaft.
Von 2000 bis 2002 stand sie beim CB Navarra im spanischen Pamplona unter Vertrag, im Spieljahr 2002/03 war sie ebenfalls in der ersten spanischen Liga, und zwar beim Andalucia Aifos in Linares tätig. Dietel zog dann nach Belgien, dort stand sie im Aufgebot des Erstligisten Dexia Namur, ehe sie im Februar 2004 ein Angebot des in Sóller auf der Insel Mallorca ansässigen spanischen Zweitligisten Joventut Mariana annahm. Dort spielte sie auch in der Saison 2004/05.
Während des Spieljahres 2005/06 stand sie in Diensten des französischen Vereins Charleville-Mézières, in der Sommerpause 2006 kehrte sie nach Belgien zurück, dort spielte sie fortan für IMC Waregem. 2008 verließ sie Belgien in Richtung Schweiz und stand dort in Diensten des Erstligisten Sdent Sierre Basket. Im Januar 2009 fiel sie mit einer Verletzung der Achillessehne aus und wurde ersetzt.

### Nationalmannschaft
Zwischen 1998 und 2003 bestritt Dietel 23 A-Länderspiele für Deutschland.